# Aert Anthonisz

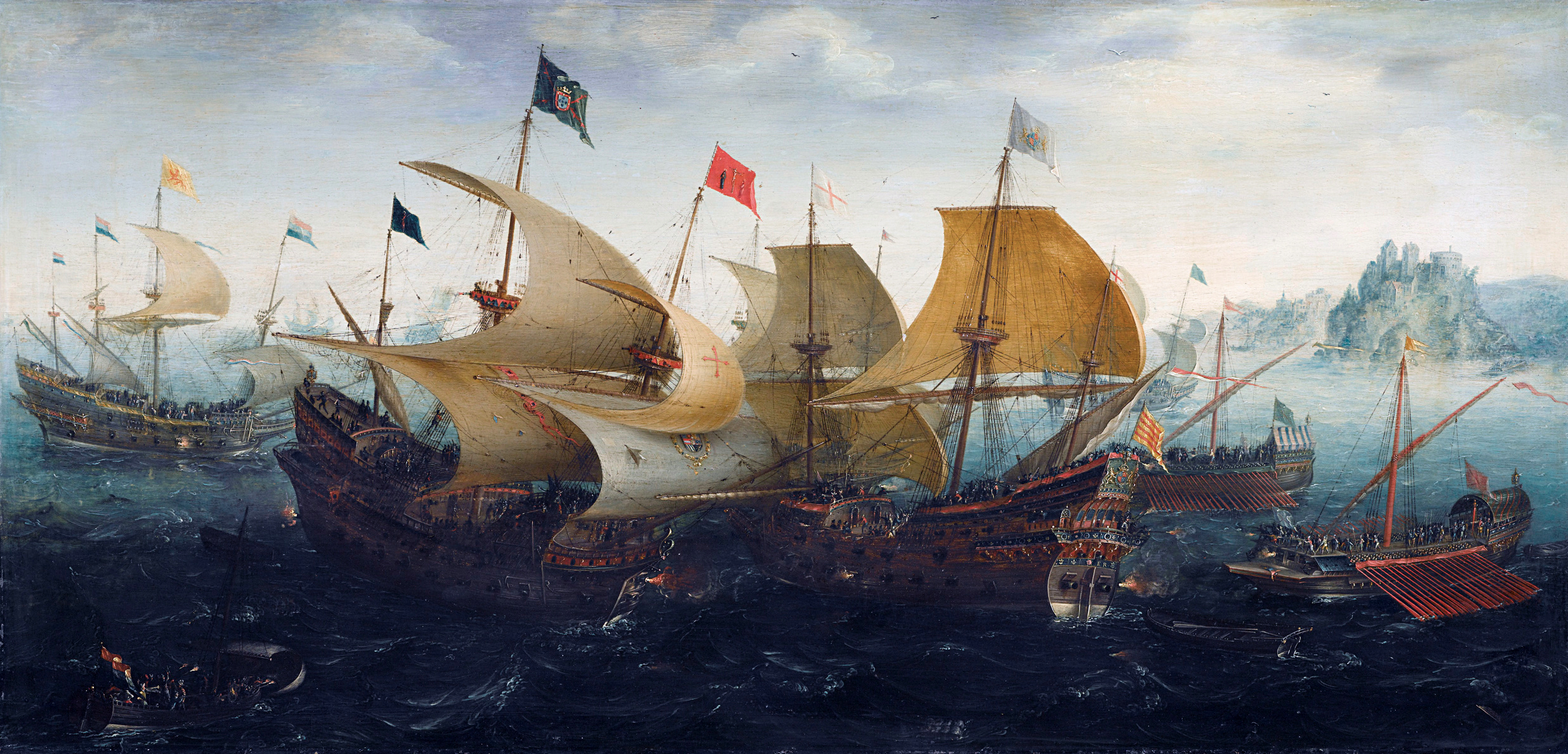
Slag bij Cadix, Rijksmuseum Amsterdam

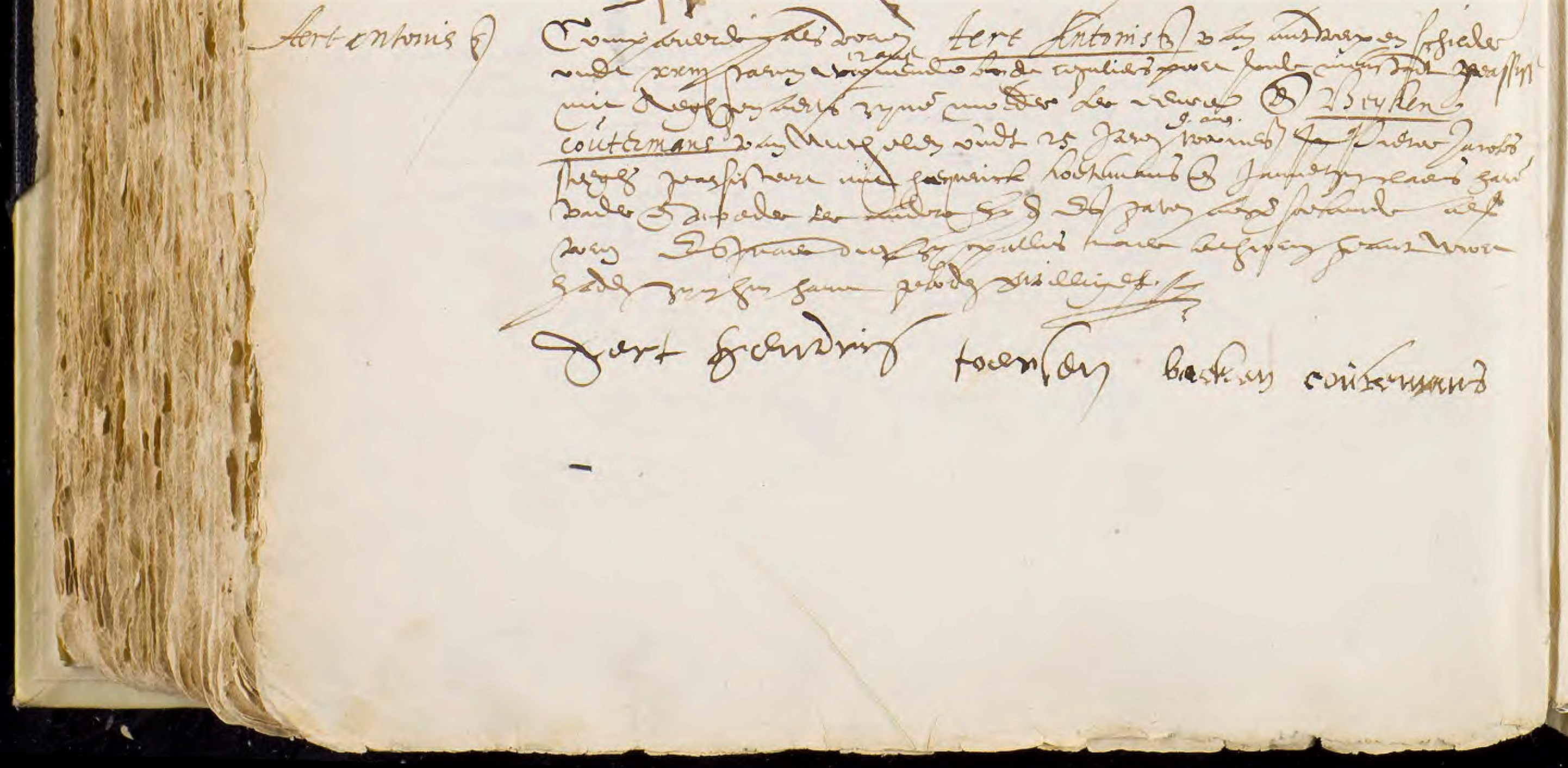
Handtekening Aert Anthonissen (als 'Aert Hendricx Toensen') bij intekenen ondertrouw, 9 augustus 1603. Stadsarchief Amsterdam, Ondertrouwregister, 5001, inv. nr. 410, f. 216v.

Aert Anthonisz ook bekend als Aert Anthonissen en daarvoor ook wel bekend als Aert van Antum (Antwerpen, ca. 1580 – Amsterdam, begr. 7 september 1620) was een Nederlands marineschilder, actief in het eerste kwart van de 17e eeuw. Hij was de vader van Hendrick van Anthonissen (1605 - 1656), eveneens marineschilder en grootvader van Arnoldus van Anthonissen (1631-1703).
Zijn ouders verhuisden in 1591 van Antwerpen naar Amsterdam. Hij werd er een volgeling en mogelijk leerling van de marineschilder Hendrik Cornelisz. Vroom (ca. 1562 – 1640).
Het Rijksmuseum in Amsterdam bezit twee van zijn werken, te weten de Slag bij Cadix, een schilderij uit 1608 dat het gevecht bij Cádiz in 1596 vrije verbeelding toont van Hollandse en Engelse schepen met een Spaanse vloot, en het schilderij Schepen voor IJselmonde (1617-1618).
Werk van Aert Anthonisz bevindt zich ook in Museum Boijmans Van Beuningen in Rotterdam, het National Maritime Museum in Greenwich, Londen, het Frans Hals Museum in Haarlem, en in de Staatliche Museen zu Berlin, Berlijn.